# Palette de couleurs
Pour les articles homonymes, voir Palette.
En infographie, une palette de couleurs est un ensemble fini de couleurs stocké servant à l'affichage d'images numériques.
Voici les utilisations les plus courantes de l'expression « palette de couleurs » en informatique :
- l'ensemble des couleurs qu'un système est capable de générer ou de gérer (selon les limitations de mémoire vidéo, il est possible qu'il ne puisse pas les afficher toutes en même temps) :
  - par exemple, on dit des systèmes d'affichage de type Highcolor qu'ils ont une palette RVB 16 bits, c'est-à-dire qu'ils sont potentiellement capables d'afficher 65 536 couleurs différentes (en tout) ;
- la sélection de couleurs qui peut être affichée simultanément :
  - soit sur l'écran entier :
    - soit à l'aide d'une palette fixe : un terminal d'affichage donné peut offrir un choix de couleurs prédéterminés, en sélectionnant une palette parmi celles établies à l'avance par le constructeur. Le choix d'une de ces palettes se fait en plaçant les bonnes valeurs dans les registres électroniques du matériel. Par exemple, les matériels d'affichage qui suivent le standard CGA, peuvent choisir parmi les palettes #1 ou #2, chacune proposant 3 couleurs données plus une couleur laissée au choix de l'utilisateur,
    - soit à l'aide de couleurs choisies : dans ce cas, le choix des couleurs se fait de façon logicielle, parmi un choix de couleurs plus vaste, la palette complète. Par exemple, le standard VGA permet de choisir 256 couleurs simultanées parmi un total de 262 144,
    - soit dans une palette dite par défaut ou système : les couleurs ont été officiellement standardisées par une entreprise, une corporation ou une structure de régulation. C'est le cas des couleurs Web qui sont utilisées dans les navigateurs Internet, ou encore la palette par défaut de Microsoft Windows,

  - soit dans une image individuelle :
    - table des couleurs : le sous-ensemble de couleurs destiné à cette image est stocké dans le format d'image à couleurs indexées. Par exemple, le format GIF. Chaque couleur unique dans l'image est identifiée par un numéro (son index). La correspondance entre cet index et les valeurs RVB qui constituent l'image est stockée une fois pour toutes,

  - soit dans le matériel sous-jacent qui contient ces couleurs simultanées :
    - palette matérielle ou Color Look-Up Table (CLUT) : dans ce cas, le système cherche une correspondance entre les valeurs RVB de la couleur demandée par le programme et celles réellement disponibles, en trouvant le triplet RVB le plus proche dans une table préétablie et stockée dans le matériel d'affichage. C'était le cas des systèmes Commodore.